# آق‌قایه
آق‌قایه، روستایی است از توابع بخش مرکزی شهرستان گنبد کاووس در استان گلستان ایران.

## جمعیت
این روستا در دهستان سلطانعلی قرار داشته و براساس سرشماری سال ۱۳۸۵جمعیت آن ۵٬۱۱۴نفر (۱٬۱۵۷خانوار) بوده است.